# Fritz Dieter
Fritz Dieter (* 31. August 1931 in Burg; † 29. Mai 2002 in Berlin) war ein deutscher Architekt, der von 1964 bis 1969 an der Planung des Ostberliner Fernsehturms beteiligt war und Anspruch auf die Urheberschaft für das Gesamtbauwerk erhob, was seit Jahrzehnten umstritten ist, da auch andere Architekten die Urheberschaft beanspruchen. Später war er maßgeblich an der Planung und dem Ausbau des Flughafens Berlin-Schönefeld beteiligt.

## Leben
Nach dem Abitur und einer Lehre als Maurer studierte Dieter von 1950 bis 1955 Architektur an der Hochschule für Architektur und Bauwesen (HAB) in Weimar. Nach erfolgreichem Abschluss des Studiums wurde er 1956 Mitarbeiter der Industrieprojektierung Berlin I und war hier verantwortlich für die Planung der Molkerei Strausberg (1959–1963), des Milchhofs Berlin (1961/62) und von 1964 bis 1969 des Turmkopfbereichs des Fernsehturms in Ostberlin. Dieter und Günter Franke gelten als die maßgebliche Architekten des Berliner Fernsehturms, dessen Urheberschaft bis heute umstritten ist, da der Architekt Hermann Henselmann ebenfalls Anspruch auf den Architekturentwurf erhob. Fest steht aber, dass die eigentliche Bauplanung im VEB Industrieprojektierung (Ipro) stattfand. Die drei maßgeblichen Architekten waren hier Dieter, Günter Franke und Werner Ahrend.
1969 wurde Dieter Gründer und Abteilungsleiter des Bauplanungsbüros Ost in Frankfurt (Oder). Ab 1970 betreute er nebenberuflich Diplomarbeiten an der Technischen Universität Dresden. 1971 wurde er Chefarchitekt eines Betriebsteils im Flughafen Berlin-Schönefeld. 1980 wurde Dieter Dozent an der Betriebsakademie Schwedt, 1985 wurde er mit der Arbeit „Entwurfsgrundlagen und technisch-wissenschaftliche Lösungsprinzipien für die Weiterentwicklung des Metallgeschossbaus in der DDR“ an der HAB in Weimar promoviert und war dann von 1987 bis 1990 Chefarchitekt des Bau- und Montagekombinats Ost.
1990 bis 1992 war Dieter Chefarchitekt im Ingenieurbüro Flughafen Schönefeld (IBS) und dann bis 1996 Chefarchitekt im Ingenieurbüro Hochbau Schönefeld (IHTS). 1996 ging er in den Ruhestand.

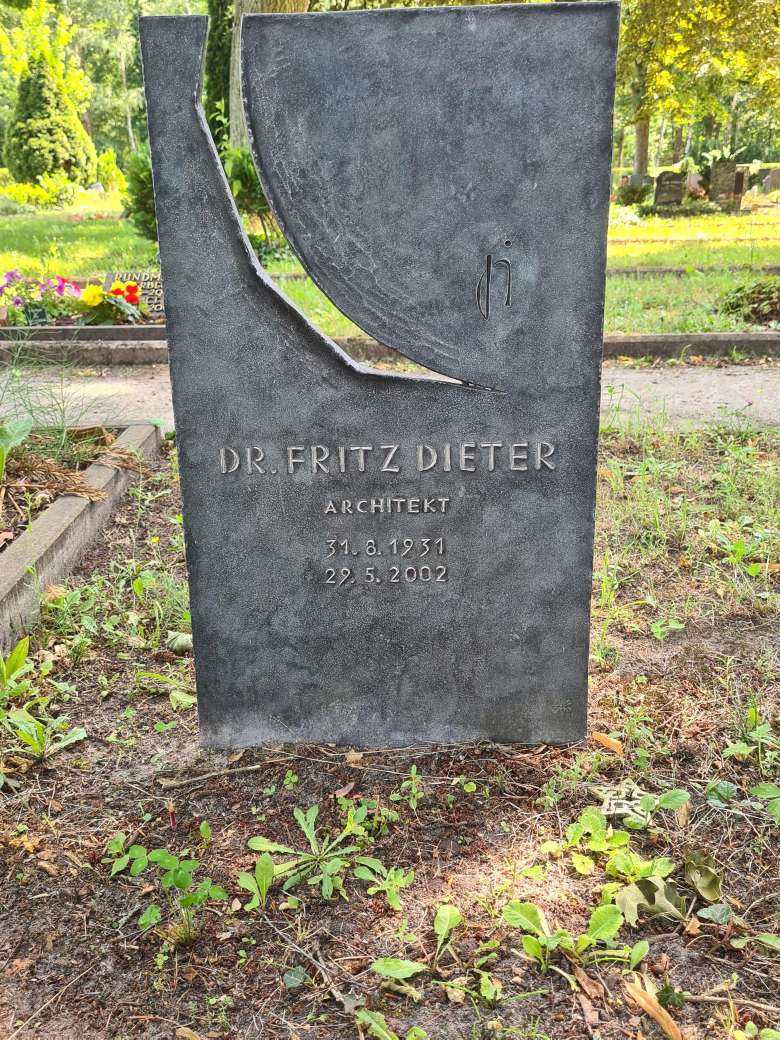
Im Urnengrab von Fritz Dieter auf dem Waldfriedhof Grünau in Berlin ist auch seine Ehefrau Brigitte Dieter bestattet.

## Ehrungen
- 1977 Architekturpreis der DDR

## Werke (Auswahl)
- Fritz Dieter: Fernseh- und UKW-Turm der Deutschen Post Berlin. In: Deutsche Architektur 1969. Berlin und Weimar 1969.
- Fritz Dieter: Entwurfsgrundlagen und technisch-wissenschaftliche Lösungsprinzipien für die Weiterentwicklung des Metallgeschossbaus in der DDR. Weimar 1985. (Dissertation)